# Ајронтон (Мисури)
Ајронтон (енгл. Ironton) град је у америчкој савезној држави Мисури.

## Демографија
По попису из 2010. године број становника је 1.460, што је 11 (-0,7%) становника мање него 2000. године.
| Група             | 2000.         | 2010.         |
| Белци             | 1.394 (94,8%) | 1.389 (95,1%) |
| Афроамериканци    | 45 (3,1%)     | 25 (1,7%)     |
| Азијати           | 3 (0,2%)      | 1 (0,1%)      |
| Хиспаноамериканци | 9 (0,6%)      | 22 (1,5%)     |
| Укупно            | 1.471         | 1.460         |